# 福萨托-迪维科
福萨托-迪维科（義大利語：Fossato di Vico），是意大利翁布里亚大区佩鲁贾省的一个市镇。总面积35.3平方公里，人口2909人，人口密度82.4人/平方公里（2009年）。ISTAT代码为054019。